# Rainbow in the Dark
Rainbow in the Dark è il secondo singolo estratto dall'album Holy Diver dei Dio.
Pubblicato nell'ottobre del 1983 contiene Gypsy come b-side, anche se alcune versioni comprendono anche Stand Up And Shout eStraight Through The Heart registrate live al Monsters of Rock di Castle Donington del 1983.
Nel 2014 è stata indicata come la 13ª più grande canzone pop metal da Yahoo! Music.

## Tracce
1. Rainbow in the Dark – 4:15
2. Gypsy – 3:39

## Formazione
- Ronnie James Dio - voce
- Vivian Campbell - chitarra
- Jimmy Bain - basso, tastiere
- Vinny Appice - batteria